# Râșca (okręg Suczawa)
Râșca – wieś w Rumunii, w okręgu Suczawa, w gminie Râșca. W 2011 roku liczyła 2681 mieszkańców.
We wsi znajduje się obronny monastyr z cerkwią pod wezwaniem św. Mikołaja zbudowaną w połowie XVI w. z fundacji hospodara Piotra Raresza i rozbudowaną na początku XVII w., jedną z malowanych cerkwi północnej Mołdawii.